# Alojzij Cigoj
Alojzij Cigoj, slovenski teolog, redovnik benediktinec, * 28. januar 1842, Gojače, † 31. julij 1914, Šentpavel v Labotski dolini (nem. St. Paul im Lavantal), Koroška.

## Življenje in delo
V duhovnika je bil posvečen 30. jun. 1866 in 1868 promoviran za profesorja nove zaveze, katero je do 1909 poučeval na bogoslovju v Celovcu, postal 1909 dekan benediktinskega samostana v Šentpavlu, a še isto leto odstopil. Nekaj časa je bil tudi odbornik Mohorjeve družbe ter ocenjeval Lampetovo-Krekovo Sveto pismo in druge nabožne knjige. Čutil se je Slovenca; trdi se, da je tudi pisal slovensko, furlansko in  italijansko (pridige?), toda znana so samo njegova dela napisana v nemščini: Historisch-chronologische Schwierigkeiten im 2. Makkabäerbuche (Celovec 1868, disertacija); Die Unauflösbarkeit der christlichen Ehe und die Ehescheidung nach Schrift und Tradition (Paderborn 1895); Das soziale Wirken der kath. Kirche in der Diözese Gurk (Dunaj 1896); v celovški Jožefovi družbi je izdal molitvenika Mater Dolorosa (1895) in Der hl. Joseph (1896). Teološka vprašanja je obravnaval tudi v časopisih.